# Nguyễn Huy Hoàng (nuotatore)
Nguyễn Huy Hoàng (10 luglio 2000) è un nuotatore vietnamita.

## Palmarès
- Giochi asiatici

Giacarta 2018: argento nei 1500m sl e bronzo negli 800m sl.
Hangzhou 2023: bronzo nei 400m sl e negli 800m sl.
- Giochi del Sud-est asiatico

Kuala Lumpur 2017: oro nei 1500m sl e argento nella 4x200 sl.
Filippine 2019: oro nei 400m sl e nei 1500m sl, argento nella 4x200 sl e nei 10km.
- Giochi olimpici giovanili

Buenos Aires 2018: oro negli 800m sl.